# Edmund Gwenn
Edmund Gwenn, né Edmund Kellaway le 26 septembre 1877 à Wandsworth et mort le 6 septembre 1959 à Woodland Hills (États-Unis), est un acteur britannique.

## Biographie
Edmund Kellaway est originaire de la banlieue sud de Londres. Prenant le nom d'artiste d'Edmund Gwenn, il commence sa carrière d'acteur en 1895. Il tournera plus de quatre-vingts films, parmi lesquels Orgueil et Préjugés en 1940. Son rôle le plus marquant est celui de Kris Kringle dans Le Miracle de la 34e rue, pour lequel il remporte l'Oscar du meilleur acteur dans un second rôle en 1947. Il est également nommé pour un Oscar pour son rôle dans La Bonne Combine en 1950. En 1955, il joue l'un des rôles principaux du film Mais qui a tué Harry ? d'Alfred Hitchcock.
Il est mort d'une pneumonie à Woodland Hills en Californie. Incinéré à La Chapelle des Pins, ses cendres sont finalement inhumées dans Hollywood Forever Cemetery.
Edmund Gwenn possède son étoile sur le Walk of Fame d'Hollywood pour sa contribution au cinéma.

## Filmographie

### Télévision
- 1952 et 1954 : The Ford Television Theatre (en) (série télévisée) : Red / Le bonhomme de neige
- 1955 : The Star and the Story (en) (série télévisée) : Paddy Fineen
- 1955 : The Millionaire (en) (série télévisée) : Walter Carter
- 1955 : Science Fiction Theatre (série télévisée) : Dr Lorenz / Dr Pliny
- 1957 : Alfred Hitchcock présente (Alfred Hitchcock presents) (série télévisée) : saison 2 épisode 36 : Father and son : Joe Saunders
- 1957 : Playhouse 90 (série télévisée) : Jack Baldwin

## Distinctions
- Oscars 1948 : Oscar du meilleur acteur dans un second rôle pour Miracle sur la 34e rue
- Golden Globes 1951 : Golden Globe du meilleur acteur dans un second rôle pour La Bonne combine